# Autographa carinthiaca
Autographa carinthiaca är en fjärilsart som beskrevs av Embrik Strand 1917. Autographa carinthiaca ingår i släktet Autographa och familjen nattflyn. Inga underarter finns listade i Catalogue of Life.